# Oratório de Galaro
O Oratório de Galaro (em irlandês:  Séipéilín Ghallarais) é uma capela na península de Dingle, condado de Kerry, Irlanda. Foi apresentada de várias maneiras como uma igreja de pedra cristã primitiva pelo antiquário Charles Smith, em 1756; uma igreja românica do século XII pelo arqueólogo Peter Harbison em 1970; um abrigo para peregrinos pelo mesmo em 1994. A tradição local prevalente na época de Charles Smith atribuiu-a a um Griffith More, sendo uma capela funerária construída por ele ou sua família em seu local de sepultamento.
O oratório tem vista para o porto de Ard na Caithne (anteriormente também chamado de Smerwick) na península de Dingle. A estrada dos santos (Cosán na Naomh), uma antiga estrada de peregrinação a menos de 300 metros de distância, leva ao cume do monte Brandon, que pode ser visto ao fundo do oratório.

## Nome
Existem várias interpretações quanto à origem e significado do topônimo Gallarus. O arqueólogo Peter Harbison arrisca que o significado seja algo como 'a casa ou abrigo para estrangeiros' (Gall Aras), sendo os ditos estrangeiros possivelmente "esses peregrinos que vieram de fora da Península".
Contudo, segundo o lexicólogo Pádraig Ó Siochfradha (também conhecido como An Seabhac), o nome não se refere a um assentamento estrangeiro mas a um promontório rochoso (Gall-iorrus).

## Descoberta
Como o oratório é o único exemplar intacto de seu tipo, ele atraiu considerável atenção, começando pelos antiquários em meados do século XVIII. O primeiro relato que temos do oratório é a descrição de Charles Smith de 1756 em The Antient and Present State of the County of Kerry (Dublin), p. 191.

## Arquitetura

### Alvenaria
O oratório é construído com grandes pedras cortadas dos leitos Dingle do arenito vermelho antigo do Alto Siluriano. Charles Smith, que descobriu o edifício em 1756, descreveu a pedra como "uma pedra marrom livre, trazida dos penhascos da costa do mar, que corta facilmente e é muito durável".
As pedras são cortadas em todos os lados e extremidades para se encaixarem perfeitamente. Elas exibem revestimentos externos com acabamento suave que seguem a inclinação da parede.
O edifício é geralmente considerado como sendo de alvenaria de pedra seca - construído sem argamassa como meio estrutural, mas há evidências de que, mesmo que a argamassa "nunca tenha sido visível nos revestimentos das paredes, ela foi usada como meio estrutural para o interior da parede, pelo menos". Uma fina camada de argamassa de cal é usada para unir as pedras e preencher pequenas cavidades nas faces internas.

### Morfologia
O formato do oratório foi comparado ao de um barco virado por causa de suas paredes laterais inclinadas. O edifício usa abóbada de corbel. As pedras são posicionadas em cada curso com suas bordas projetando-se para dentro por um pequeno incremento conforme as paredes sobem. Além disso, elas são colocadas em um ligeiro ângulo, mais baixo do lado de fora do que do lado de dentro, permitindo assim que a água da chuva escorra. Ambas as técnicas ainda podem ser vistas nos modernos clocháns agrícolas da península de Dingle.
O edifício tem duas paredes laterais e duas paredes finais, inclinadas e convergentes no topo, cada uma de uma só peça, desempenhando um papel duplo como parede de suporte de carga e meia abóbada com mísulas. Alguma ligeira flacidez ocorreu ao longo do declive norte do telhado.
A sala interna tem aproximadamente 4,8 metros (16 pés) por 3 metros (10 pés), um tamanho que convém mais a um oratório ou a uma pequena capela do que a uma igreja.
É mal iluminado, com apenas uma pequena janela de cabeça redonda na parede leste, oposta à porta de entrada. A janela se espalha mais amplamente em direção ao interior da parede.
A porta tem 1,67 m (5,5 pés) de altura. Ela tem um lintel plano. No interior, sobre o lintel, duas pedras furadas projetam-se da parede, possivelmente para a fixação de uma porta de madeira.

## Interpretações quanto a datas e usos
O antiquário Charles Smith é o autor da alegação de que o edifício é uma antiga igreja de pedra irlandesa, embora não haja informações históricas disponíveis antes de 1756 sobre seu uso.
Em 1970, o arqueólogo Peter Harbison argumentou que o oratório pode ter sido construído no século XII por uma série de razões, principalmente porque a janela leste tem um topo arredondado feito de duas pedras esculpidas (não um arco verdadeiro).
Harbison produziu algumas evidências apontando para uma data posterior e um uso diferente: uma carta do viajante inglês Richard Pococke que visitou o oratório em 1758, dois anos após sua descoberta por Charles Smith: "Perto deste edifício, eles mostram um túmulo com uma cabeça na cruz e o chamam de túmulo do Gigante; a tradição é que Griffith More foi enterrado lá, e como eles o chamavam de capela, provavelmente foi construído por ele ou sua família em seu local de sepultamento." 
Em 1994 e 1995, Harbison desistiu da hipótese de uma igreja do século XII e afirmou que o topônimo Gallarus significava "a casa ou abrigo de estrangeiros" (Gall Aras), sendo os ditos "estrangeiros" peregrinos de fora da península. No entanto, isso não está de acordo com a tradução do nome pelo lexicologista Pádraig Ó Siochfhradha como "promontório rochoso" (Gall-iorrus).

## Evidência arqueológica
Pequenos cortes experimentais realizados em Gallarus em novembro de 1970 não produziram achados ou evidências de características ou atividades que pudessem lançar luz sobre o período de construção e uso do oratório.

## Galeria

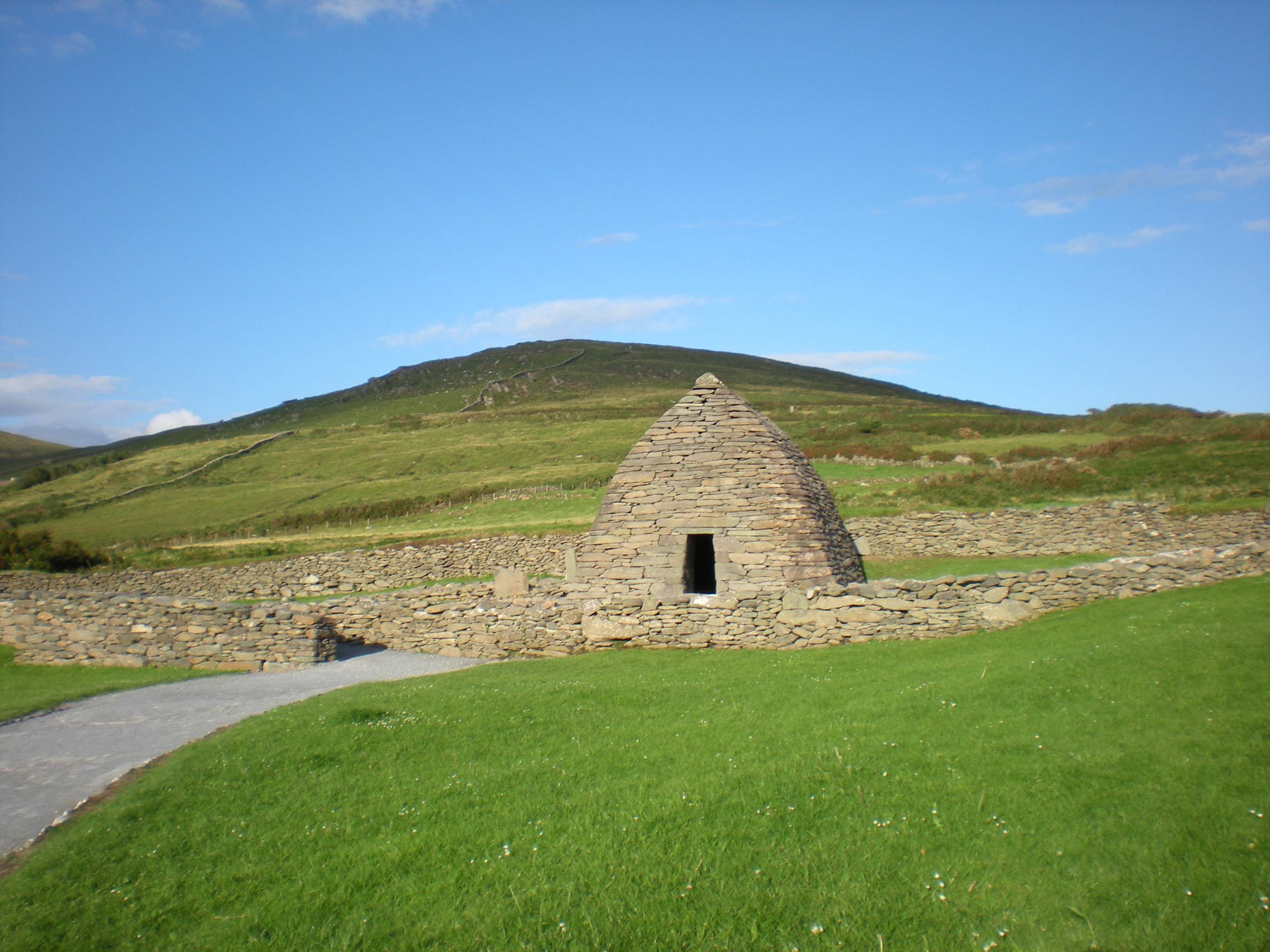
Visão completa.
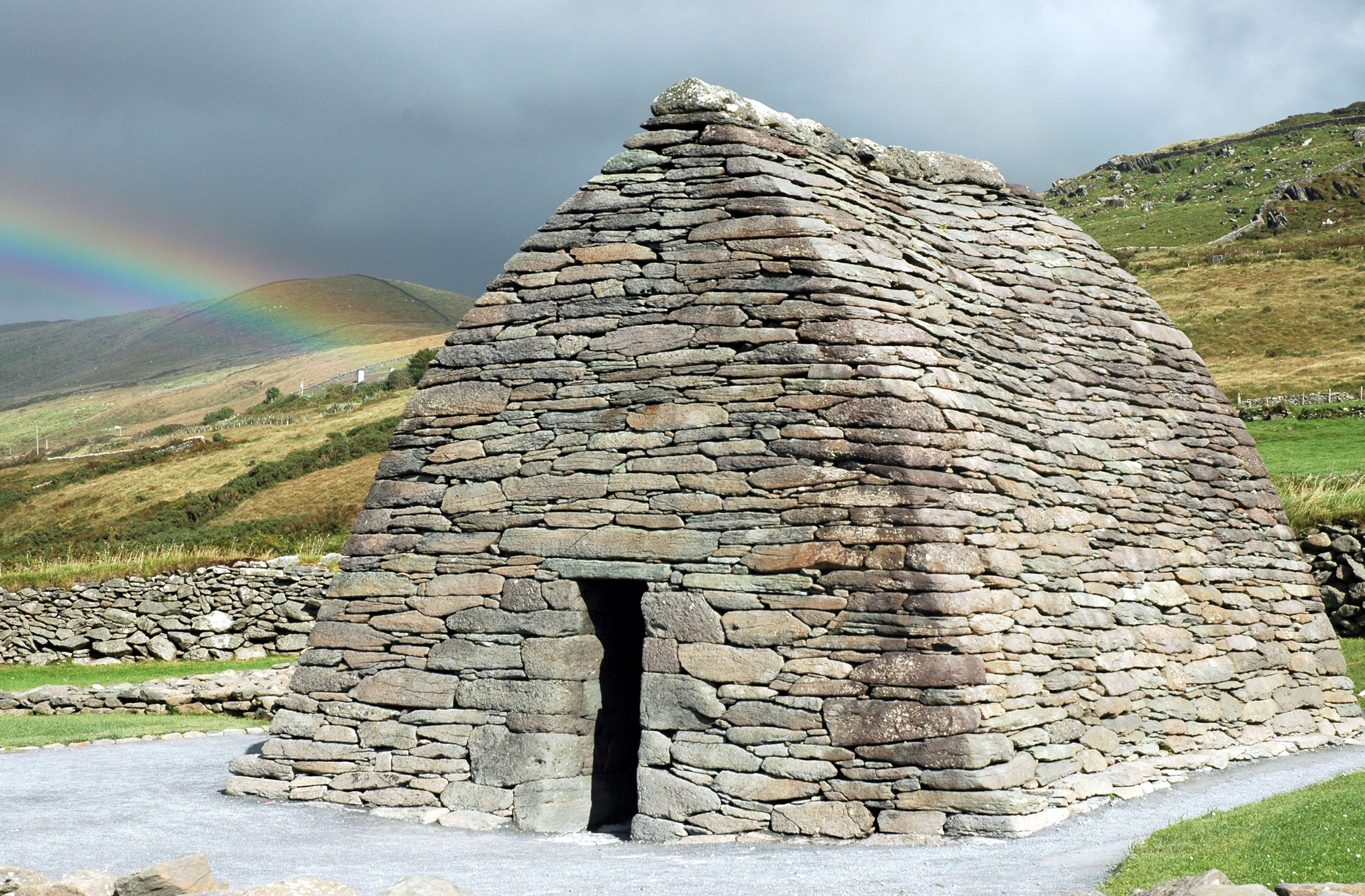
Vista de três quartos.
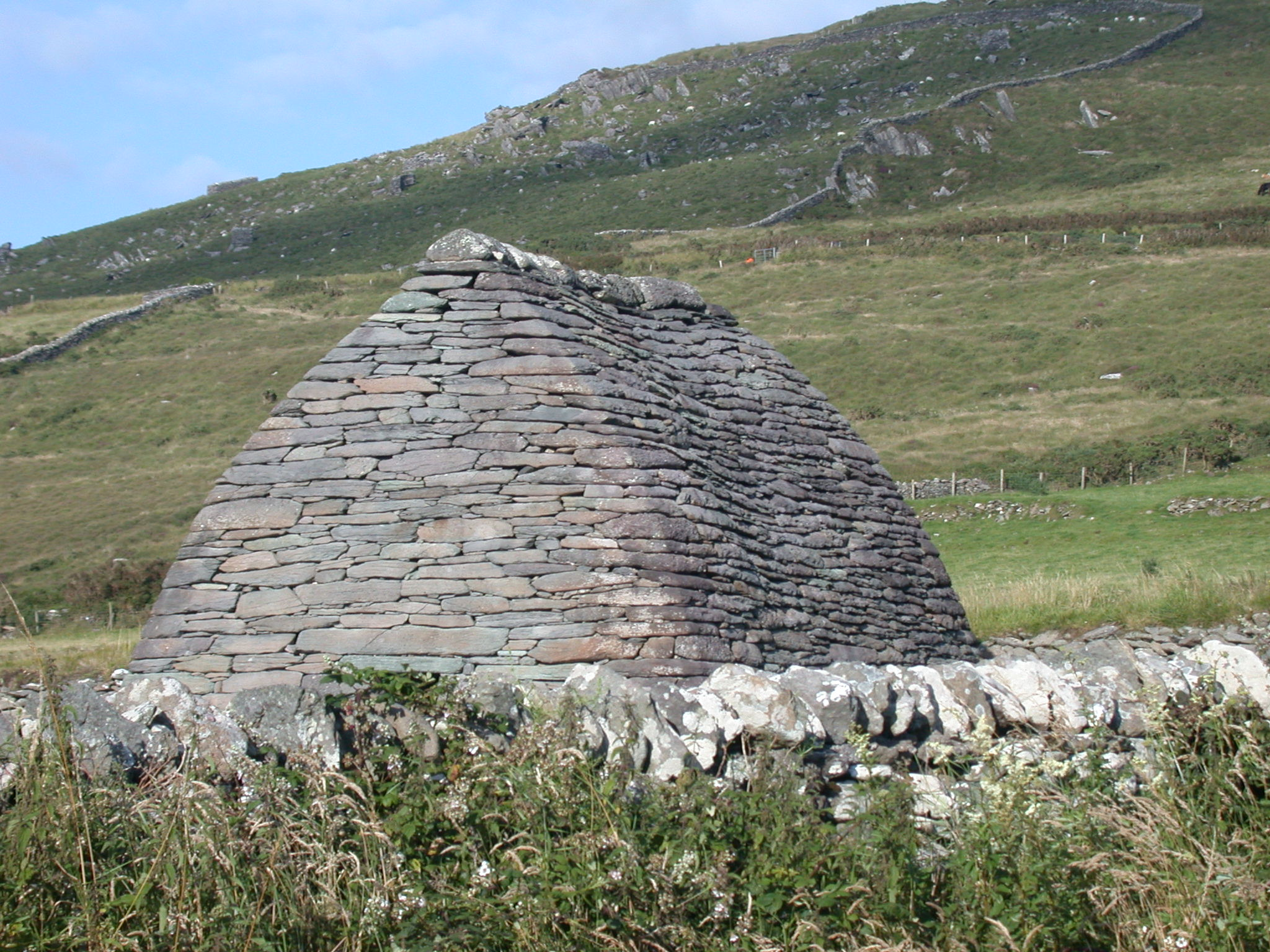
Telhado com afundamento (vista traseira).
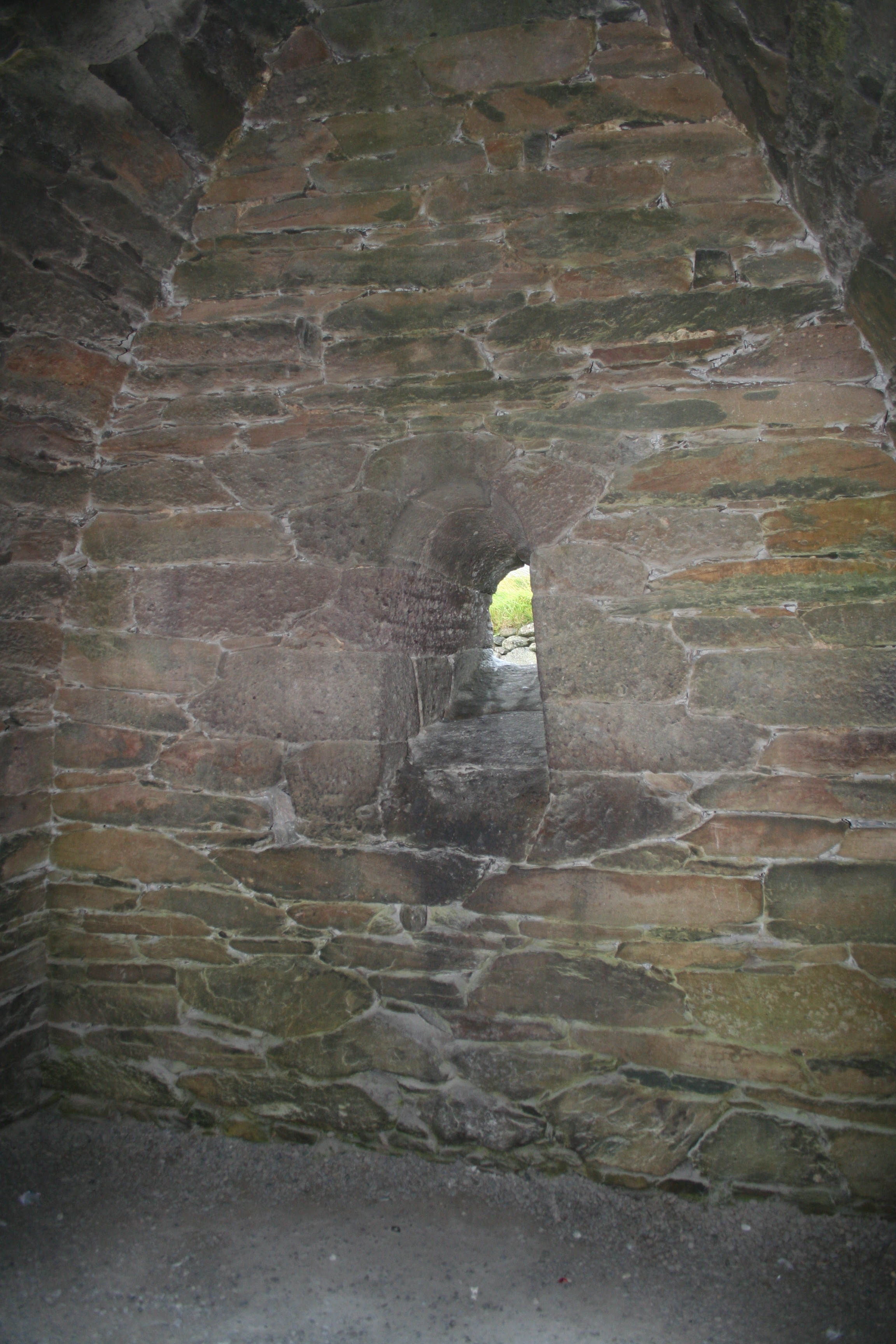
A pequena janela interior.